# Список ректоров Латвийского университета

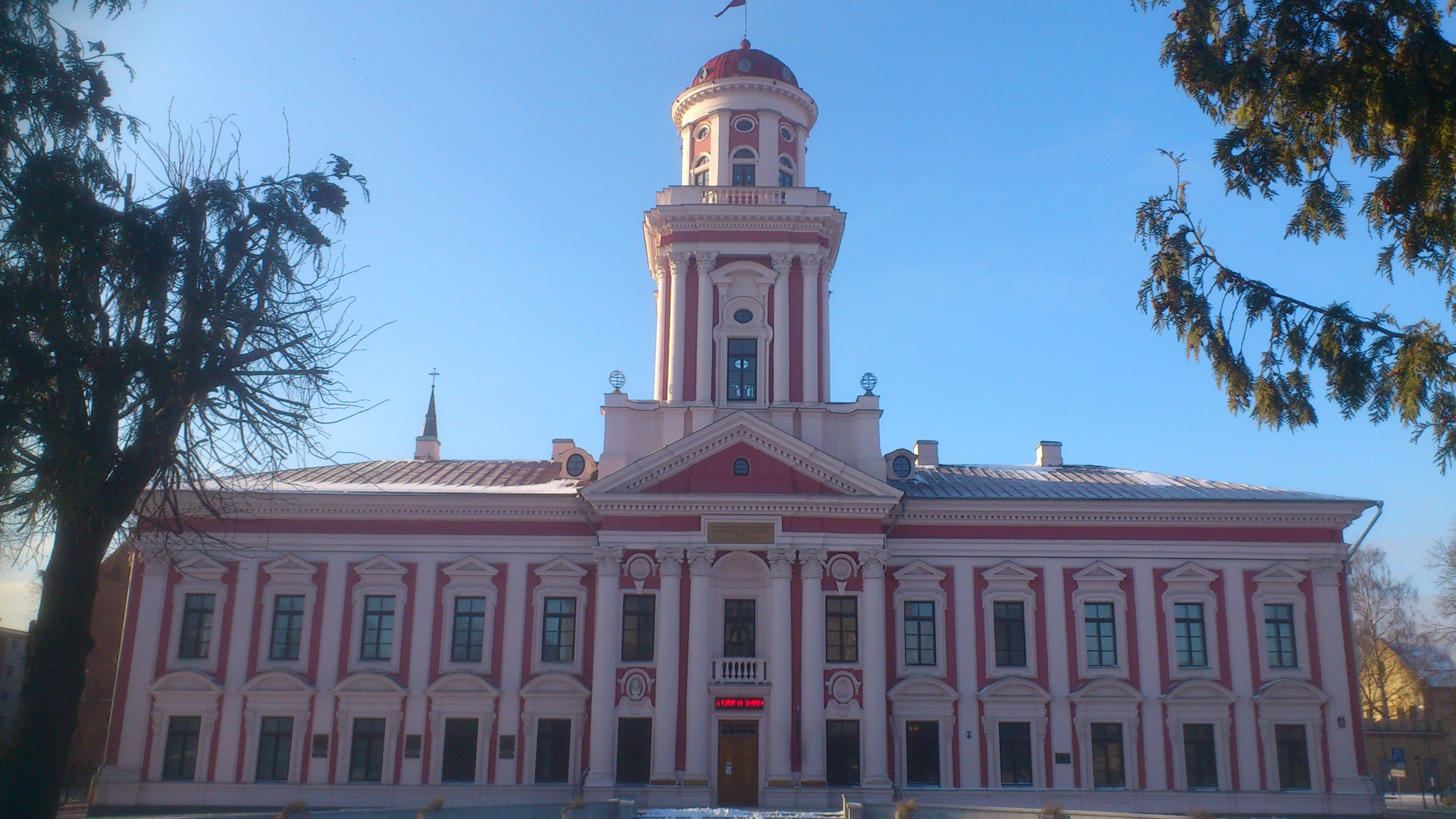
Здание Латвийского университета

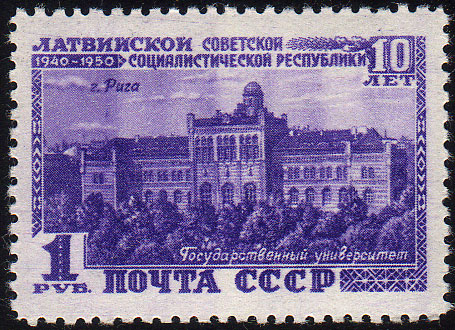
Здание Латвийского университета на советской марке

Ректоры Латвийского университета с 1919 года. Латвийский университет был создан в 1919 году на базе Балтийского технического университета как Латвийская высшая школа.

## Перечень
| №                                                                   | Портрет                            | Имя, Фамилия (годы жизни)           | Срок полномочий | Примечания |
| Латвийский Университет (1919—1923)                                  | Латвийский Университет (1919—1923) | Латвийский Университет (1919—1923)  | Латвийский Университет (1919—1923)                                                                                         | Латвийский Университет (1919—1923)                                                                                    |
| ------------------------------------------------------------------- | ---------------------------------- | ----------------------------------- | --- | --- |
| 1.                                                                  |                                    | Паулс Валденс (1863—1957)           | 1919 год Ректор Латвийского университета, назначенный правительством Стучки                                                | химик, бывший директор Рижского политехнического института (1902—1905) и Балтийского Технического Университета (1918) |
| —                                                                   |                                    | Эрнестс Фелсбергс (1866—1928)       | 1920—1922 год временный ректор Латвийского Университета                                                                    | историк искусства |
| 2.                                                                  |                                    | Эйжен Лаубе (1880—1967)             | 1922 год | архитектор |
| 3.                                                                  |                                    | Эрнестс Фелсбергс (1866—1928)       | 1922 год — 1 июня 1923 года                                                                                                | историк искусства |
| Латвийский Университет (1923—1940)                                  |                                    |                                     | | |
| 4.                                                                  |                                    | Янис Рубертс (1874—1934)            | 1 июля 1923 года — 1 июля 1925 года                                                                                        | врач |
| 5.                                                                  |                                    | Август Тентелис (1876—1942)         | 1 юля 1925 года — 30 июля 1927 года                                                                                        | педагог и историк |
| 6.                                                                  |                                    | Мартиньш Зиле (1864—1945)           | 30 июля 1927 года — 1 июля 1929 года                                                                                       | врач |
| (5.)                                                                |                                    | Август Тентелис (1876—1942)         | 1 июля 1929 года — 30 июня 1931 года                                                                                       | педагог и историк |
| 7.                                                                  |                                    | Мартиньш Биманис (1864—1946)        | 30 июня 1931 года — 1933 год                                                                                               | инженер |
| 8.                                                                  |                                    | Юлийс Аушкапс (1884—1942)           | 1933 год — 2 июля 1937 года                                                                                                | технолог по химии |
| 9.                                                                  |                                    | Мартиньш Приманис (1878—1950)       | 2 июля 1937 года — июль 1940 года                                                                                          | химик |
| Латвийский Государственный Университет (1940—1942)                  |                                    |                                     | | |
| 10.                                                                 |                                    | Янис Пашкевич (1900—?)              | 29 июля 1940 года — 10 февраля 1941 года ректор ЛУ назначенный правительством Кирхенштейна                                 | преподаватель политической экономии и марксизма-ленинизма                                                             |
| 11.                                                                 |                                    | Янис Юргенс (1900—1983)             | 13 февраля 1941 года — июнь                                                                                                | преподаватель политической экономии                                                                                   |
| Рижский Университет (1942—1944)                                     |                                    |                                     | | |
| (9.)                                                                |                                    | Мартиньш Приманис (1878—1950)       | 29 января 1942 года — июль 1944 года                                                                                       | химик |
| —                                                                   |                                    | Вилхелмс Буркевицс (1894—1967)      | июль 1944 года — октябрь исполняющий обязанности ректора                                                                   | инженер |
| —                                                                   |                                    | Аугустс Кешанс (1894—1967)          | октябрь 1944 года — ноябрь исполняющий обязанности ректора                                                                 | химик |
| Латвийский Государственный Университет (1944—1958)                  |                                    |                                     | | |
| 12.                                                                 |                                    | Матвейс Кадекс (1897—1950)          | ноябрь 1944 года — 1949 год назначен приказом комитета Высших Учебных Заведений СССР 10 апреля 1944 года                   | географ |
| (11.)                                                               |                                    | Янис Юргенс (1900—1983)             | 1949—1958 год | преподаватель политической экономии                                                                                   |
| Латвийский Государственный Университет им. Петра Стучки (1958—1990) |                                    |                                     | | |
| (11.)                                                               |                                    | Янис Юргенс (1900—1983)             | 1958 — 1962 год | преподаватель политической экономии                                                                                   |
| 13.                                                                 |                                    | Валентинс Штейнбергс (1915/18—2011) | 1962—1970 год | философ |
| 14.                                                                 |                                    | Висварис Миллерс (1927—1992)        | 1970—1987 год | юрист |
| 15.                                                                 |                                    | Юрис Закис (1936—2017)              | 1987 — 1990 год | физик |
| Латвийский Университет (1990 — настоящее время)                     |                                    |                                     | | |
| 15.                                                                 |                                    | Юрис Закис (1936—2017)              | 1990 — 2000 год | физик |
| 16.                                                                 |                                    | Иварс Лацис (1949)                  | май 2000 года — 2007 год                                                                                                   | физик |
| 17.                                                                 |                                    | Марцис Аузиньш (1956)               | 2007 — 4 августа 2015 года                                                                                                 | физик |
| 18.                                                                 |                                    | Индрикис Муйжниекс (1953)           | 4 августа 2015 года — 30 августа 2019 года                                                                                 | биолог |
| —                                                                   |                                    | Гвидо Страубе (1959)                | 30 августа 2019 года — 30 сентября 2019 года исполняющий обязанности ректора                                               | историк |
| —                                                                   |                                    | Индрикис Муйжниекс (1953)           | 30 сентября 2019 года — 1 декабря 2019 года исполняющий обязанности, назначенный решением Административного районного суда | биолог |
| —                                                                   |                                    | Гвидо Страубе (1959)                | 1 декабря 2019 года — 26 марта 2020 года Исполняющий обязанности ректора, назначенный руководством по решению суда         | историк |
| (18.)                                                               |                                    | Индрикис Муйжниекс (1953)           | 26 марта 2020 года — настоящее время                                                                                       | биолог |